# Erőltetett menet (film)
Az Erőltetett menet (angolul: Forced March) 1989-es magyar–amerikai történelmi háborús filmdráma, amely forgatókönyvét Charles Bardosh és Dick Atkins írta. A filmet Rick King rendezte, Chris Sarandon főszereplésével.

## Cselekmény
Ben Kline sikeres amerikai tévésztár és színész, aki egy olyan jelentős szerepet keres, amely mozisztárrá teheti. Amikor elhatározza, hogy eljátssza egy holokausztban elhunyt hős szerepét, kénytelen szembesülni a háború áldozatainak valóságával. Miközben Radnóti Miklós szerepét ölti magára, aki noteszében borzalmas verseket hagyott hátra szenvedéseiről, Kline nem hősként, hanem inkább áldozatként találja magát. Ahogy Ben egyre mélyebben belemerül a szerepébe, elkezd egyesülni a karakterével, elmosva a valóság és az illúzió határait.

## Szereplők
- Chris Sarandon mint Ben Kline
- Renée Soutendijk mint Myra
- Josef Sommer mint Richard
- John Seitz mint Hardy

## Fogadtatás
A TV Guide negatív kritikát adott a filmnek: "Rick King jó rendezése és az ügyes színészi alakítások ellenére ez a kulisszák mögötti dráma túlságosan sok tematikus terhet cipel, miközben megpróbálja megragadni a holokauszt jelentését az áldozatok és azok leszármazottai számára."